# Берлински международен кинофестивал
Берлинският международен кинофестивал (на немски: Internationale Filmfestspiele Berlin), наричан и Берлинале, по подобие на венецианското биенале, се нарежда по важност до кинофестивалите във Венеция и Кан като водещ европейски фестивал.

## Награди

### „Златна мечка“
- За най-добър филм
- За най-добър късометражен филм
- За цялостни постижения

### „Сребърна мечка“
- Най-добър режисьор
- Най-добър актьор
- Най-добра актриса
- Най-добра музика
- Изключителни постижения от артист
- Гран при за късометражен филм

## Галерия
- Кино Интернешънъл
- Кюбикс кино
- Филмовият дворец Делфи
- Двата мултиплекса на Потстдамерплац
- Журналисти на фестивала през 2008 г.
- Дискусия на Берлинале с участието на публиката